# Paradiexia pellita
Paradiexia pellita – gatunek chrząszcza z rodziny kózkowatych i podrodziny zgrzypikowych. Jedyny przedstawiciel rodzaju Paradiexia.

## Zasięg występowania
Gatunek ten występuje w płd. Azji. Notowany w Indiach, Wietnamie oraz na  Filipinach.